# Indianapolis 500 in 1984
De 68e Indianapolis 500 werd gereden op zondag 27 mei 1984 op de Indianapolis Motor Speedway. Penske Racing coureur Rick Mears won de race voor de tweede keer in zijn carrière.

## Startgrid
| Rij | Binnen           | Midden                | Buiten            |
| --- | ---------------- | --------------------- | ----------------- |
| 1   | Tom Sneva        | Howdy Holmes          | Rick Mears        |
| 2   | Michael Andretti | Gordon Johncock       | Mario Andretti    |
| 3   | Roberto Guerrero | Geoff Brabham         | Herm Johnson      |
| 4   | Al Unser         | Danny Ongais          | A.J. Foyt         |
| 5   | Tom Gloy         | Teo Fabi              | Al Unser Jr.      |
| 6   | Al Holbert       | Tony Bettenhausen Jr. | Bobby Rahal       |
| 7   | Patrick Bedard   | Dick Simon            | Pancho Carter     |
| 8   | Chip Ganassi     | Emerson Fittipaldi    | Josele Garza      |
| 9   | Spike Gehlhausen | Scott Brayton         | Kevin Cogan       |
| 10  | Danny Sullivan   | Derek Daly            | Johnny Rutherford |
| 11  | George Snider    | Dennis Firestone      | Chris Kneifel     |

## Race
| #                                                                                 | Coureur                | Auto            | Ronden | Opgave     |
| --------------------------------------------------------------------------------- | ---------------------- | --------------- | ------ | ---------- |
| 1                                                                                 | Rick Mears             | March-Cosworth  | 200    |            |
| 2                                                                                 | Roberto Guerrero (R)   | March-Cosworth  | 198    |            |
| 3                                                                                 | Al Unser               | March-Cosworth  | 198    |            |
| 4                                                                                 | Al Holbert (R)         | March-Cosworth  | 198    |            |
| 5                                                                                 | Michael Andretti (R)   | March-Cosworth  | 198    |            |
| 6                                                                                 | A.J. Foyt              | March-Cosworth  | 197    |            |
| 7                                                                                 | Bobby Rahal            | March-Cosworth  | 197    |            |
| 8                                                                                 | Herm Johnson           | March-Cosworth  | 194    |            |
| 9                                                                                 | Danny Ongais           | March-Cosworth  | 193    |            |
| 10                                                                                | Josele Garza           | March-Cosworth  | 193    |            |
| 11                                                                                | George Snider          | March-Cosworth  | 193    |            |
| 12                                                                                | Dennis Firestone       | March-Cosworth  | 186    |            |
| 13                                                                                | Howdy Holmes           | March-Cosworth  | 185    |            |
| 14                                                                                | Tom Gloy (R)           | March-Cosworth  | 179    | Mechanisch |
| 15                                                                                | Chris Kneifel          | Primus-Cosworth | 175    | Mechanisch |
| 16                                                                                | Tom Sneva              | March-Cosworth  | 168    | Mechanisch |
| 17                                                                                | Mario Andretti         | Lola-Cosworth   | 153    | Mechanisch |
| 18                                                                                | Scott Brayton          | March-Buick     | 150    | Mechanisch |
| 19                                                                                | Pancho Carter          | March-Cosworth  | 141    | Mechanisch |
| 20                                                                                | Kevin Cogan            | Eagle-Pontiac   | 137    | Mechanisch |
| 21                                                                                | Al Unser Jr.           | March-Cosworth  | 131    | Mechanisch |
| 22                                                                                | Johnny Rutherford      | March-Cosworth  | 116    | Mechanisch |
| 23                                                                                | Dick Simon             | March-Cosworth  | 112    | Mechanisch |
| 24                                                                                | Teo Fabi               | March-Cosworth  | 104    | Mechanisch |
| 25                                                                                | Gordon Johncock        | March-Cosworth  | 103    | Ongeval    |
| 26                                                                                | Tony Bettenhausen Jr.  | March-Cosworth  | 86     | Mechanisch |
| 27                                                                                | Derek Daly             | March-Cosworth  | 76     | Mechanisch |
| 28                                                                                | Chip Ganassi           | March-Cosworth  | 61     | Mechanisch |
| 29                                                                                | Danny Sullivan         | Lola-Cosworth   | 57     | Mechanisch |
| 30                                                                                | Patrick Bedard         | March-Buick     | 55     | Ongeval    |
| 31                                                                                | Spike Gehlausen        | March-Cosworth  | 45     | Ongeval    |
| 32                                                                                | Emerson Fittipaldi (R) | March-Cosworth  | 37     | Mechanisch |
| 33                                                                                | Geoff Brabham          | March-Cosworth  | 1      | Mechanisch |
| Gemiddelde snelheid : 263,308 km/h - Snelste Ronde : Gordon Johncock, 329,62 km/h |                        |                 |        |            |
| Aantal neutralisaties : 5 (39 van de 200 ronden in totaal)                        |                        |                 |        |            |